# Oscar Linnér
Oscar Carl Linnér (Danderyd, 23 febbraio 1997) è un calciatore svedese, portiere del Vendsyssel.

## Biografia
Ha un fratello minore, Albin, nato nel 1999, che era anch'egli approdato alle giovanili dell'AIK. A differenza di Oscar egli ricopre il ruolo di attaccante.

## Carriera

### Club
La sua carriera a livello giovanile si è divisa tra il Brommapojkarna e il piccolo club dell'FC Djursholm. A partire dalla stagione sportiva 2015 è stato testato e ingaggiato dall'AIK per far parte della squadra Under-19.
Il 2 luglio 2015, all'età di 18 anni, ha trovato un inaspettato debutto in prima squadra in occasione del preliminare di andata di Europa League in trasferta contro i finlandesi del VPS: chiamato in panchina al posto dell'abituale riserva Kenny Stamatopoulos (impegnato nella Gold Cup 2015 con la propria nazionale), Linnér è entrato in campo al 29' minuto per via di un infortunio al portiere titolare Patrik Carlgren. Per gli stessi motivi è stato schierato titolare nella sfida di ritorno e in due partite di campionato.
Nel precampionato 2016 è stato promosso a vice di Carlgren, entrando in prima squadra in pianta stabile. Nell'arco di questa stagione ha collezionato due presenze in campionato ed altrettante in Europa League. Quando lo stesso Carlgren, in scadenza di contratto, ha lasciato il club il 1º gennaio 2017, la dirigenza dell'AIK ha deciso di non acquistare un nuovo portiere e di riporre fiducia sul ventenne Linnér che è così diventato il nuovo titolare. Nell'arco dell'intera Allsvenskan 2018, competizione che ha visto trionfare proprio l'AIK dopo 9 anni, Linnér è stato il portiere che ha fatto registrare per più volte la propria porta inviolata, nonostante abbia saltato quasi un terzo delle partite per infortuni, chiudendo la stagione con 9 gol subiti in 21 partite.
Nel gennaio 2020 Linnér è stato ceduto dall'AIK ai tedeschi dell'Arminia Bielefeld, che in quel momento occupavano il 2º posto nel campionato di 2. Fußball-Bundesliga 2019-2020. Il giocatore ha firmato un contratto valido fino all'estate 2023. Chiuso dalla presenza di Stefan Ortega, Linnér non ha mai giocato né nella rimanente parte della stagione 2019-2020 né nell'intera stagione 2020-2021. Nel frattempo, nell'ottobre 2020 era stato a un passo dall'essere acquistato dalla Sampdoria, tuttavia il trasferimento non si è concretizzato poiché il club tedesco non è riuscito a trovare in tempo un sostituto prima della chiusura della finestra di mercato.
L'11 agosto 2021 è stato girato in prestito al Brescia, squadra allenata da Filippo Inzaghi e militante nel campionato cadetto. Qui Linnér non è tuttavia riuscito a vincere la concorrenza del finlandese Jesse Joronen, il quale già nei due anni precedenti era stato il titolare fisso dei lombardi non solo in Serie B ma precedentemente anche in Serie A.
Per queste ragioni, il 6 febbraio 2022 viene ceduto nuovamente a titolo temporaneo, questa volta al GIF Sundsvall, squadra che poco meno di due mesi più tardi avrebbe disputato da neopromossa il campionato di Allsvenskan 2022. Giunto a Sundsvall con l'aspettativa di ottenere spazio dopo le panchine di Bielefeld e Brescia, Linnér ha espresso pubblicamente la propria insoddisfazione per essere rimasto in panchina in occasione della prima giornata di campionato in programma il 3 aprile, adducendo che ciò non era nei suoi piani. Due giorni dopo, la società ha interrotto di comune accordo il prestito che originariamente sarebbe dovuto terminare il successivo 31 luglio. Il 16 ottobre 2022 passa ai danesi dell'Aalborg con un contratto di breve durata: in poco meno di un mese, prima che la stagione si interrompesse per la pausa dei Mondiali 2022, Linnér gioca una partita valida per gli ottavi di finale della Coppa di Danimarca.
Nel gennaio 2023, alla riapertura del mercato, diventa ufficialmente un giocatore del Brommapojkarna, squadra stoccolmese che aveva appena conquistato la promozione in Allsvenskan. Gioca titolare nelle prime tre partite, poi il duo di allenatori composto da Olof Mellberg e Andreas Engelmark decide di preferirgli il diciottenne Filip Sidklev. Dopo una serie di partite in cui siede in panchina, durante la pausa estiva del campionato Linnér ottiene la rescissione per trovare spazio altrove.

### Nazionale
Tra il giugno del 2015 e l'ottobre del 2016, Linnér ha collezionato tre presenze con la nazionale giovanile Under-18 e due con quella Under-19.
Nel marzo del 2017 è stato convocato per la prima volta in Under-21 per un paio di amichevoli in Spagna, ma in quest'occasione non ha debuttato dato che il CT Håkan Ericson ha preferito schierare rispettivamente Tim Erlandsson e Pontus Dahlberg. L'esordio ufficiale in Under-21 è avvenuto il 7 giugno 2018 nella vittoria per 4-0 in trasferta a Malta.

## Statistiche

### Presenze e reti nei club
Statistiche aggiornate al 26 maggio 2024.
| Stagione                 | Squadra                  | Campionato               | Campionato | Campionato | Coppe nazionali | Coppe nazionali | Coppe nazionali | Coppe europee | Coppe europee | Coppe europee | Altre coppe | Altre coppe | Altre coppe | Totale | Totale |
| Stagione                 | Squadra                  | Comp                     | Pres       | Reti       | Comp            | Pres            | Reti            | Comp          | Pres          | Reti          | Comp        | Pres        | Reti        | Pres   | Reti   |
| ------------------------ | ------------------------ | ------------------------ | ---------- | ---------- | --------------- | --------------- | --------------- | ------------- | ------------- | ------------- | ----------- | ----------- | ----------- | ------ | ------ |
| 2015                     | AIK                      | A                        | 2          | -1         | CS              | 0               | 0               | UEL           | 2             | -2            | -           | -           | -           | 4      | -3     |
| 2016                     | AIK                      | A                        | 2          | -1         | CS              | 0               | 0               | UEL           | 0             | 0             | -           | -           | -           | 2      | -1     |
| 2017                     | AIK                      | A                        | 29         | -22        | CS              | 5               | -3              | UEL           | 6             | -3            | -           | -           | -           | 40     | -28    |
| 2018                     | AIK                      | A                        | 21         | -9         | CS              | 5               | -5              | UEL           | 4             | -3            | -           | -           | -           | 30     | -17    |
| 2019                     | AIK                      | A                        | 27         | -20        | CS              | 0               | 0               | UCL+UEL       | 4+4           | -7 + -8       | -           | -           | -           | 35     | -35    |
| Totale AIK               | Totale AIK               | Totale AIK               | 81         | -53        |                 | 10              | -8              |               | 20            | -23           |             | -           | -           | 111    | -84    |
| gen.-giu. 2020           | Arminia Bielefeld        | 2.BL                     | 0          | 0          | CG              | -               | -               | -             | -             | -             | -           | -           | -           | 0      | 0      |
| 2020-2021                | Arminia Bielefeld        | BL                       | 0          | 0          | CG              | 0               | 0               | -             | -             | -             | -           | -           | -           | 0      | 0      |
| Totale Arminia Bielefeld | Totale Arminia Bielefeld | Totale Arminia Bielefeld | 0          | 0          |                 | 0               | 0               |               | -             | -             |             | -           | -           | 0      | 0      |
| 2021-feb. 2022           | Brescia                  | B                        | 1          | -2         | CI              | 0               | 0               | -             | -             | -             | -           | -           | -           | 1      | -2     |
| feb.-ago. 2022           | GIF Sundsvall            | A                        | 0          | 0          | CS              | 0               | 0               | -             | -             | -             | -           | -           | -           | 0      | 0      |
| 2022-gen. 2023           | Aalborg                  | SL                       | 0          | 0          | CD              | 1               | -1              | -             | -             | -             | -           | -           | -           | 1      | -1     |
| gen.-giu. 2023           | Brommapojkarna           | A                        | 3          | -10        | CS              | 0               | 0               | -             | -             | -             | -           | -           | -           | 3      | -10    |
| 2023-2024                | Vendsyssel               | 1D                       | 1+9        | -1 + -18   | CD              | 0               | 0               | -             | -             | -             | -           | -           | -           | 10     | -19    |
| Totale carriera          | Totale carriera          | Totale carriera          | 95         | -84        |                 | 11              | -9              |               | 20            | -23           |             | -           | -           | 126    | -116   |

### Cronologia presenze e reti in nazionale
| Cronologia completa delle presenze e delle reti in nazionale ― Svezia | Cronologia completa delle presenze e delle reti in nazionale ― Svezia | Cronologia completa delle presenze e delle reti in nazionale ― Svezia | Cronologia completa delle presenze e delle reti in nazionale ― Svezia | Cronologia completa delle presenze e delle reti in nazionale ― Svezia | Cronologia completa delle presenze e delle reti in nazionale ― Svezia | Cronologia completa delle presenze e delle reti in nazionale ― Svezia | Cronologia completa delle presenze e delle reti in nazionale ― Svezia |
| Data                                                                  | Città                                                                 | In casa                                                               | Risultato                                                             | Ospiti                                                                | Competizione                                                          | Reti                                                                  | Note                                                                  |
| --------------------------------------------------------------------- | --------------------------------------------------------------------- | --------------------------------------------------------------------- | --------------------------------------------------------------------- | --------------------------------------------------------------------- | --------------------------------------------------------------------- | --------------------------------------------------------------------- | --------------------------------------------------------------------- |
| 11-1-2019                                                             | Doha                                                                  | Islanda                                                               | 2 – 2                                                                 | Svezia                                                                | Amichevole                                                            | -1                                                                    | 46’                                                                   |
| Totale                                                                |                                                                       | Presenze                                                              | 1                                                                     |                                                                       | Reti                                                                  | -1                                                                    |                                                                       |

## Palmarès

### Club

#### Competizioni nazionali
- Campionato svedese: 1

AIK: 2018
- Campionato tedesco di seconda divisione: 1

Arminia Bielefeld: 2019-2020